# Pseudectroma signatum
Pseudectroma signatum är en stekelart som först beskrevs av Prinsloo 1982.  Pseudectroma signatum ingår i släktet Pseudectroma och familjen sköldlussteklar. Inga underarter finns listade i Catalogue of Life.